# Wintrange
Wintrange (en luxemburguès: Wëntreng; en alemany: Wintringen) és una vila de la comuna de Schengen, situada al districte de Grevenmacher del cantó de Remich. Està a uns 20 km de distància de la ciutat de Luxemburg.